# Bixby
Bixby是由三星電子開發的虛擬助理軟件。使用者可以使用自然的對話與手機進行互動，完成搜尋資料、查詢天氣等許多服務，部分非旗艦機無法啟動語音助理。2018年8月9日，bixby2.0版正式在Galaxy Note 9上推出。

## 特徵
Bixby分為四個部分，分別稱為「Bixby語音」、「Bixby影像辨識」、「Bixby主頁」和「提醒事項」
2018年8月10日，三星关闭被称为“我的Bixby级别”功能，该功能奖励用户使用和学习如何使用Bixby。

## 語言和國家可用性
目前，Bixby支持英语(美式)、英语(英式)、英语(印度)、韓語、简体中文、法语、德語、意大利語、葡萄牙语（巴西）和西班牙語。
| 語言     | 國家、地區                | 狀態 |
| -------- | ------------------------- | ---- |
| 英语     | 美國 英國 加拿大 印度     | 可用 |
| 韓語     | 大韓民國                  | 可用 |
| 簡體中文 | 中華人民共和國(中國大陸） | 可用 |
| 法语     | 法国 加拿大               | 可用 |
| 德语     | 德国                      | 可用 |
| 意大利语 | 意大利                    | 可用 |
| 葡萄牙语 | 巴西                      | 可用 |
| 西班牙语 | 西班牙 墨西哥             | 可用 |

## 支援裝置

### 旗艦智慧型手機及平板電腦

#### Galaxy S系列
- 三星Galaxy S24系列
- 三星Galaxy S23系列
- 三星Galaxy S22系列
- 三星Galaxy S21系列
- 三星Galaxy S20系列
- 三星Galaxy S10 （包括S10+、S10 5G及S10e）
- 三星Galaxy S9（包括S9+）
- 三星Galaxy S8（包括S8+）
- 三星Galaxy S8 Active
- 三星Galaxy S7（包括S7 Edge；只限Bixby主頁及提醒）
- 三星Galaxy S6（包括S6 Edge及S6 Edge+；只限Bixby主頁及提醒）

#### Galaxy Note系列
- 三星Galaxy Note 5(只限Bixby主頁、提醒及影像辨識)
- 三星Galaxy Note Fan Edition（只限Bixby主頁、提醒及影像辨識）
- 三星Galaxy Note 8
- 三星Galaxy Note 9
- 三星Galaxy Note 10(包括Note 10+/10 5G/10+ 5G/10 Lite)
- 三星Galaxy Note 20系列

#### Galaxy Z系列
- 三星Galaxy Z Fold 4
- 三星Galaxy Z Flip 4
- 三星Galaxy Z Fold 3
- 三星Galaxy Z Flip 3
- 三星Galaxy Z Fold 2
- 三星Galaxy Z Flip
- 三星Galaxy Fold

### 中階智慧型手機及平板電腦

#### Galaxy A系列
- 三星Galaxy A50
- 三星Galaxy A51
- 三星Galaxy A51 5G
- 三星Galaxy A53 5G
- 三星Galaxy A54 5G
- 三星Galaxy A60
- 三星Galaxy A70
- 三星Galaxy A71
- 三星Galaxy A71 5G
- 三星Galaxy A73 5G
- 三星Galaxy A80
- 三星Galaxy A8s
- 三星Galaxy A9 (2018)
- 三星Galaxy A8 (2018)（包括A8+；只限Bixby主頁、提醒及影像辨識）
- 三星Galaxy A6 (2018)（包括A6+；只限Bixby主頁及影像辨識）
- 三星Galaxy A7 (2017)（僅限韓國用戶使用；只限Bixby主頁及提醒）[7]
- 三星Galaxy Tab A 8.0 (2017)（只限Bixby主頁及提醒）[8]

#### Galaxy J系列
- 三星Galaxy J6(2018)（只限Bixby主頁及提醒）
- 三星Galaxy J4 (2018)（只限Bixby主頁）
- 三星Galaxy J6+（只限Bixby主頁）
- 三星Galaxy J8(2018)（只限Bixby主頁及提醒）

#### Galaxy C系列
- 三星Galaxy C8（只限Bixby主頁、提醒及影像辨識）

### 智能配件

#### 手表
- Galaxy watch active 2
- Galaxy watch 42/46mm

#### 智能音箱
- Galaxy Home[9]